# Наставшев, Алексей Сергеевич
Алексей Сергеевич Наставшев (род. 4 июня 1999, Липецк) — российский регбист, играющий на позиции стягивающего (восьмого номера) в команде «Металлург».

## Биография

### Клубная карьера
Воспитанник липецкого регби. С детства показывал хорошую игру. Выступал в ФРЛ за Сборную Липецкой области, где отметился рядом успехов. Благодаря этому игрок попадает в юниорскую сборную. В 2019 году попал в профессиональный клуб «Богатыри» (тогда «Кубань»). Дебютировал (по причине отсутствия игроков сборной Тагира Гаджиева и Романа Ходина) в мае 2019 года в матче против «Слава». В конце сентября 2019 года положил дебютную попытку в зачетку команды «Енисей-СТМ». В сезоне-2020 постоянный игрок старта.
Сезон 2021 Наставшев провел в «Ростове» сыграв 5 игр без результативных действий, а в декабре 2021 подписал контракт с «Локомотивом-Пенза».

### Карьера в сборной
Благодаря хорошей игре в любительском регби стал привлекаться в сборную до 19 лет, с которой стал в 2017 году чемпионом юниорского первенства Европы в дивизионе Трофи (втором по силе). Призывался в молодёжную сборную до 21 года.

## Личная жизнь
Есть брат Антон, тоже регбист, выступает за ЦСКА и юниорскую сборную.